# ダレイ・メナ
ダレイ・ジェシド・メナ・パロメーケ（Daley Yesid Mena Palomeque, 1985年2月7日 - ）は、コロンビア・キブド出身のサッカー選手。所属。ポジションはフォワード。

## 経歴
2017-18シーズンよりリーガ・マジョールのCDアウダスと契約し、4人のコロンビア人新加入選手の1人となった。

## タイトル
ダヌービオ
- トルネオ・ウルグアージョ : 2006-07

ドラドス
- コパMX : 2012アペルトゥーラ